# Dopalacz (motoryzacja)
Dopalacz - urządzenie w samochodach umożliwiające utlenianie (dopalanie) palnych składników spalin, zmniejszające toksyczność spalin.
Na ogół przez dopalacz samochodowy rozumie się zastosowanie butli z podtlenkiem azotu (N2O) dającej bardzo duży przyrost mocy, na zasadzie dostarczenia do silnika większej ilości tlenu. N2O rozpada się pod wpływem wysokiej temperatury, tlen jest wykorzystywany przy spalaniu paliwa, zaś azot schładza silnik i zabezpiecza przed stopieniem takich elementów jak tłoki, czy zawory.